# Polygnótos z Thasu
Polygnótos z Thasu byl starořecký malíř z 5. století př. n. l. Narodil se na ostrově Thasu, ale působil trvale v Athénách. 
Byl synem a žákem malíře Aglaofóna a blízkým přítelem Kimóna. Maloval hlavně hrdinská témata z řeckých bájí a řeckých dějin. Vždy kladl důraz na etické poselství, proto Aristotelés ve své Poetice Polygnóta nazývá "éthografos". Jeho nástěnné obrazy se nacházejí hlavně v Athénách a v Delfách. Starověk oceňoval zvláště jeho obrazy v Knidské hovorně (lesché) v Delfách, kde zobrazil dobytí Tróje a podsvětí. V Athénách to byly malby na verandě staré agory (stoa poikilé): Bitva u Oinoe, Dobytí Tróje a soud králů nad Aiantem Oileovcem pro zločin spáchaný na Kassandře. Jeho je nejspíše i malba bitvy u Marathónu (bývá ovšem připisována i Panainovi či Mikónovi). Dále vytvořil obraz Únos Leukippoven v Anakeiu v Athénách, obrazy v pinakothéce athénské akropole (Diomédés odnášející palladion, Odysseus s lukem Filoktétovým, Orestés a Pyladés vraždící Aigistha, Polyxenina smrt, Achilleus na Skyru, Odysseus a Nausikaa). Plinius vypočítal řadu dalších jeho děl, která se však nedochovala a Plinius nepopsal ani jejich kompozici (obrazy v Thespiích, před Pompeiovou kurií v Římě aj.) 
Ottův slovník naučný o jeho stylu psal takto: „Obrazy jeho vynikaly dále mistrovskou komposicí, prostou vší raffinovaností, a tím jednoduchostí a prostotou svou úchvatnější. Seskupení osob bylo neobyčejně účinné přesnou svou responsí, upomínající na architektoniku sborových písní řecké tragédie, charakteristika osob byla mistrovská, výraz obličeje živý, oduševněný, pohyby a posunky prosté a přirozené. Polygnótos vyprostil malířství z pout dosavadního tuhého formalismu, kresba jeho vynikala pevností a jistotou, ale při tom při všem nebylo u něho jako u Feidia, s nímž lze jej nejblíže srovnati, nic vypočteného na laciný dojem; také koloristických effektů Polygnótos ještě neznal. Konečně vytknouti jest u Polygnóta neobyčejně šťastné a obratné použití místa k obrazům jeho určeného, tedy to, čemu se obdivujeme v Raffaelových stanzích.“
Technika, kterou používal pro zachycení ideálních charakterových rysů byla značně rozmanitá. Musel mít dokonalý kresebný styl, jímž byl s to postihnout nejjemnější nuance v gestech, pózách a výrazech tváří postav, chtěl-li vyjádřit jejich city a celkovou atmosféru, nemluvě o výjimečném podání žen, u nichž dokázal zobrazit křehkost účesů i vzdušné řasení průsvitných říz. Opuštění základní linky mu dovolilo vytvářet rafinovaná seskupení postav a daleko efektivněji tak vyjádřit i psychologické vztahy mezi nimi.